# وییا سنتناریو
وییا سنتناریو (به اسپانیایی: Villa Centenario) شهری در کشور آرژانتین، استان بوئنوس آیرس است که در سال ۲۰۰۹ میلادی، حدود ۴۹٬۷۳۷ نفر جمعیت داشته است.